# Новейший завет
«Новейший завет» (фр. Le Tout Nouveau Testament) — комедия режиссёра Жако Ван Дормаля. Премьера состоялась 17 мая 2015 года на Каннском кинофестивале.  
Сценаристом также выступил Жако Ван Дормаль. 
Картина получила десять номинаций на премию «Магритт» и одержала победу в четырёх.

## Сюжет
Большую часть истории рассказывает дочь Бога. Бог создал Брюссель и стал там жить со своей женой и дочерью. Там он сотворил всяческую живность и человека. Когда людей набралось достаточно, Бог начал их стравливать. Он управлял созданным миром через свой компьютер, а без него особыми силами не обладал. Его сын, дочь и жена обладали особыми силами, но в малой степени. Однажды Бог наказал дочь, и она сбежала из дома через стиральную машину к людям, предварительно отправив всем людям даты их смерти, чтобы отомстить отцу. Она отправляется искать 6 апостолов, чтобы вместе с апостолами её брата получилось бы 18 (как в бейсболе), так как это любимое число её матери. Она берёт с собой первого встречного бездомного, чтобы писать Евангелие. Бог отправляется за ней и пытается вернуть домой, чтобы с её помощью починить компьютер. Дочь Бога находит 6 своих апостолов и пишет их Евангелие. Последнему апостолу остаётся жить несколько дней, и они вместе с апостолами отправляются к морю. Туда же пришло много других людей, которые тоже хотят умереть у моря. Бога же в это время регулярно преследуют созданные Им же Законы всемирной фигни, в результате его даже собираются депортировать в Узбекистан. Но самолёт, в котором его депортируют, терпит бедствие и почти падает на пляж с дочерью Бога и апостолами. В это время жена прибирается в его кабинете и случайно перезагружает компьютер. Затем она исправляет законы мира на свой лад, самолёт с Богом долетает до Узбекистана, а старые даты смерти аннулируются. Мир меняется, а Бог остаётся в Узбекистане работать на фабрике по сборке стиральных машин и искать возможность вернуться, заглядывая в стиральные барабаны.

## В ролях
| Актёр           | Роль          |
| --------------- | ------------- |
| Пили Груан      | Эя дочь Бога  |
| Бенуа Пульворд  | Яхве Бог      |
| Иоланда Моро    | Ашера мать Эи |
| Катрин Денёв    | Мартина       |
| Франсуа Дамьен  | Франсуа       |
| Лаура Верлинден | Орели         |
| Серж Ларивьер   | Марк          |
| Дидье де Нек    | Жан-Клод      |
| Марко Лоренцини | Виктор        |
| Ромен Желен     | Вилли         |
| Анна Тента      | Ксения        |

## Критика
Фильм получил благоприятные отзывы критиков. 
На сайте Rotten Tomatoes картина имеет рейтинг одобрения 82%, основанный на 77 рецензиях критиков, со средним баллом 7/10. Критический консенсус сайта гласит: «Новейший завет» с сюрреалистическим и забавным взглядом смотрит на библейские темы через объектив современности». 
На сайте Metacritic фильм набрал 70 баллов из 100, что основано на 17 отзывах, что указывает на «в целом благоприятные отзывы».

## Награды и номинации
- 2015 — премия Европейской киноакадемии за лучшую работу художника-постановщика (Сильви Оливе), а также номинация в категории «лучшая европейская комедия».
- 2015 — два приза Норвежского кинофестиваля: приз зрительских симпатий, самый приятный фильм.
- 2015 — приз лучшей актрисе (Пили Груан) на Каталонском кинофестивале.
- 2015 — номинация на премию «Спутник» за лучший международный фильм.
- 2016 — номинация на премию «Золотой глобус» за лучший фильм на иностранном языке.
- 2016 — номинация на премию «Сезар» за лучший иностранный фильм.
- 2016 — номинация на премию «Люмьер» за лучший франкоязычный фильм.
- 2016 — 10 номинаций на премию «Магритт» и победа в 4 из них: лучший фильм, лучшая режиссура, лучший сценарий, лучшая музыка.